# Helen Ferdinand

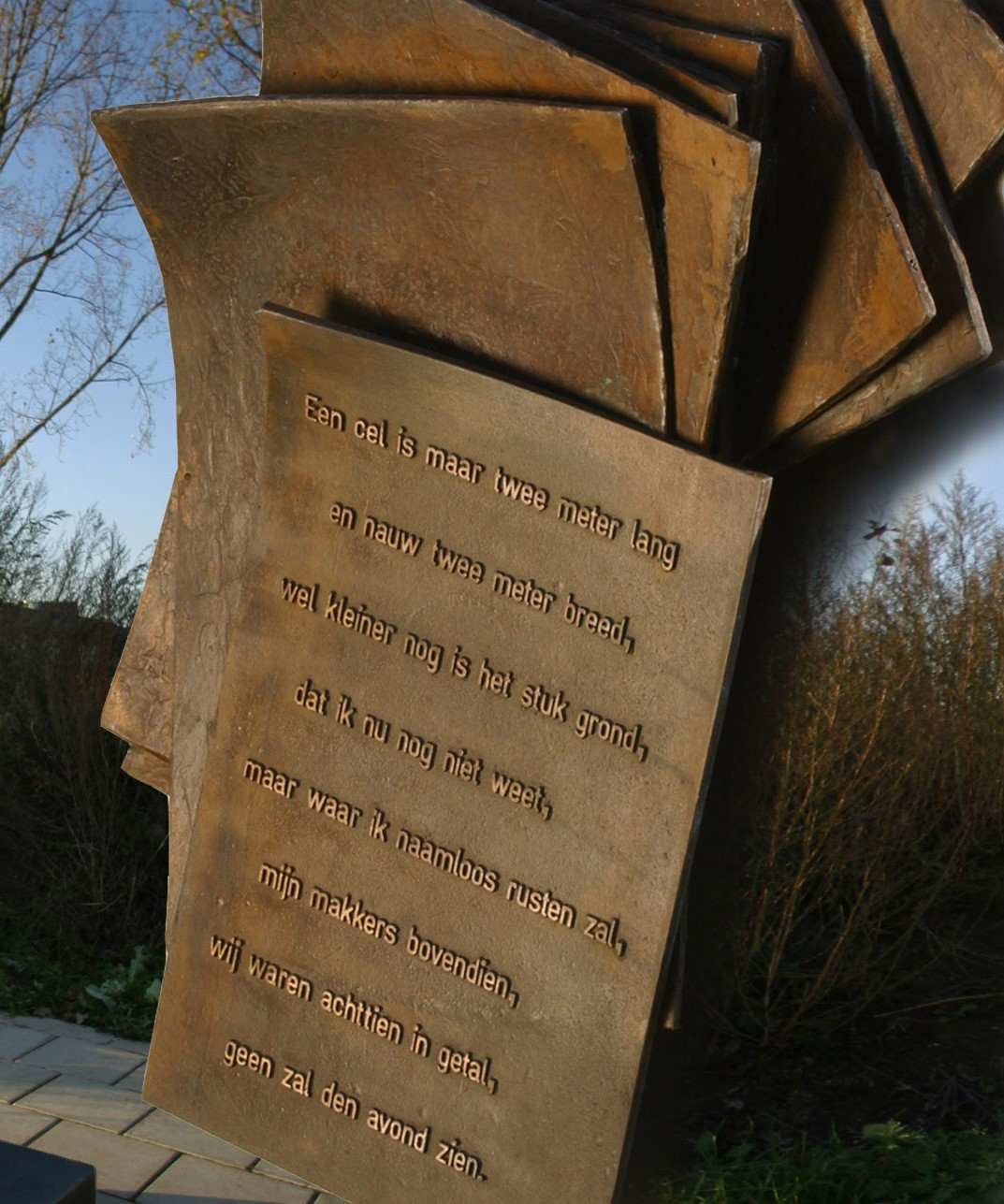
Jan Campert-monument, Spijkenisse

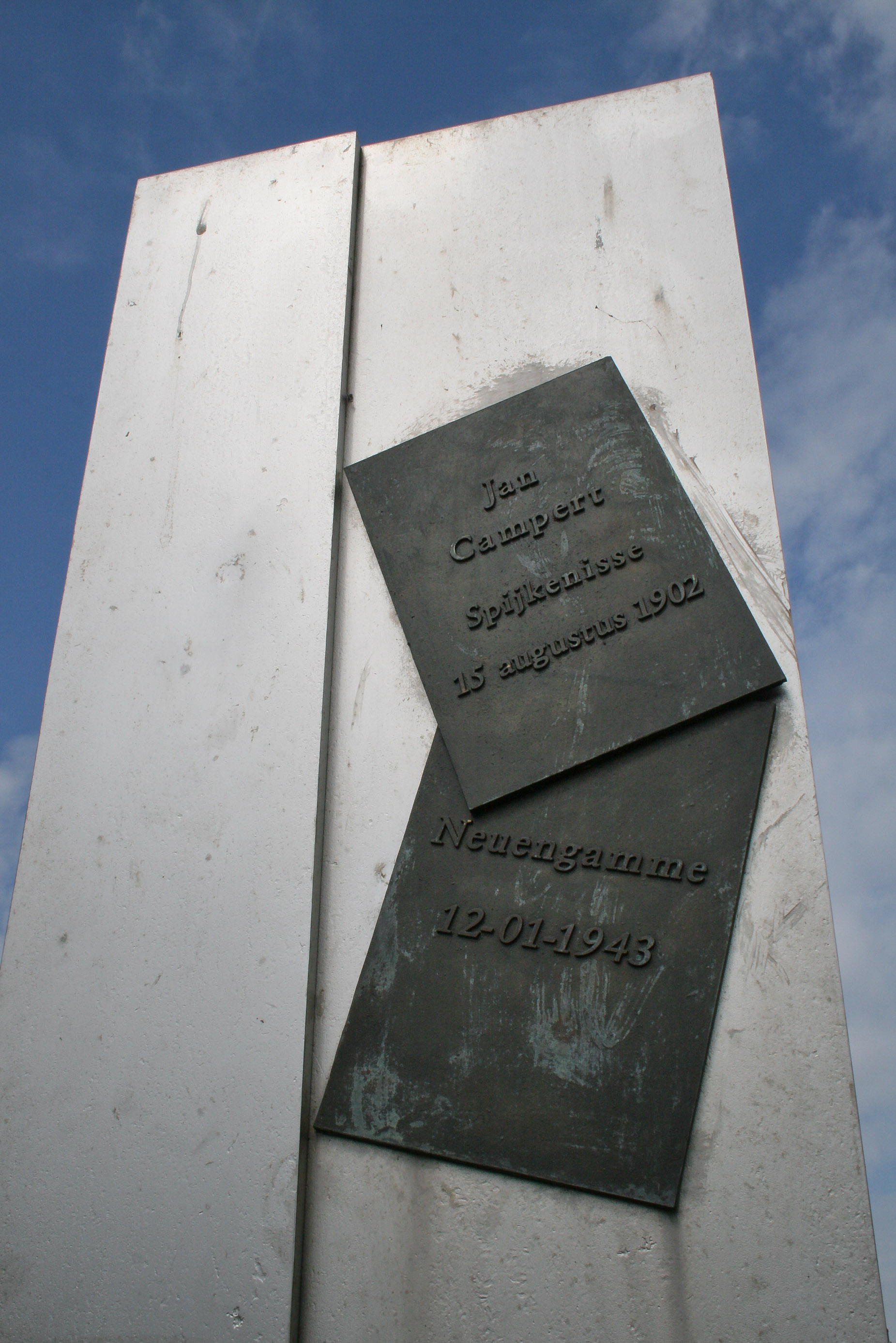
Jan Campert-monument, Spijkenisse

Helen Ferdinand (Paramaribo, 21 november 1936) is een Surinaams-Nederlands kunstenares.

## Biografie
Helen Ferdinand werkte in Suriname bij het basisonderwijs en verhuisde in 1961 naar Nederland (Den Haag). In Nederland zette Ferdinand haar werk als leerkracht voort. Tegelijkertijd volgde ze een studie Frans aan de Nutsacademie te Rotterdam. Na enige tijd verkoos zij de beeldende kunst, beginnend met lessen in het maken van keramiek. Aan de Vrije Academie in Rotterdam kreeg zij les in portret- en modelboetseren van Ferie van Dormolen (1981-1984) en in dezelfde periode volgde ze korte tijd steenhakken bij Bertus Pieete. Aansluitend daarop leerde zij bij beeldhouwer Leon Vermunt (gieterij Cire Perdu) het gietklaar maken, gieten en afwerken van het werk in brons.

## Werk
In haar werk, dat grotendeels figuratief is, staan mens en dier centraal. De relatie tot hun omgeving of het juist ontbreken daarvan is een terugkerend thema. Haar voornaamste inspiratiebron is de kolibrie, waarvan zowel de suggestieve gewichtloosheid als de dynamiek worden uitgebeeld. Andere inspiratiebronnen zijn onder andere de Nazcacultuur, de Edda en literatuur in zijn totaliteit. Op uitnodiging van de Internationale Vereniging van Pers en Boek in Polen (Klub Miȩdzynarodowej Prasy I Książki) volgde in 1988 een solo-expositie in het Poolse Poznań. In de Nationale Portrettengalerij van het Nederlands Letterkundig Museum is van haar hand Tsjechische schrijfster Jana Beranová vertegenwoordigd.

## Onderscheidingen
Tijdens de tentoonstelling Les Arts en Europe te Brussel werd het ingezonden werk door de Conseil Européen d 'Art et Esthétique met de  Europaprijs zilver (1984) en vermeil, goud (1988) onderscheiden.

## Opdrachten (selectie)
- Jan Campert-monument (Spijkenisse, 2002)
- Immigratiemonument (Den Haag, 2004)[3][4]
- ECK prijs (Etnisch Culturele Kunstprijs, 1984)
- Hein Roethofprijs, gerelateerd aan het winnende project (15 jaar)[5]
- ECPA (European Crime Prevention Award, 2004)
- Jan Campert-penning (vanaf 2009)
- Portret Mr. Jagernath Lachmon (toenmalig voorzitter Surinaams Parlement, 1989)

## Publicaties (selectie)
- Schipholland Magazine (1987)
- Le cahier des Arts, Marie Josèphe Ronsard, Brussel (februari 1988)
- Expres Poznanski, Ryszard Danecki, Poznan, Polen (juni 1988)
- Weekkrant Suriname, drs. J. Terkers (1988)
- Sec, tijdschrift voor Criminaliteitspreventie (1999)
- Catalogus Frauenmuseum Bonn, Duitsland (1992)
- Haagse Courant: Joke Korving (1992), Perdiep Kumar (2004), Roos van Put (2004)
- City Mondial, Immigratiemonument opgenomen in de kunst- en cultuurroute Kleurrijk Den Haag
- Documentaire Helen Ferdinand, De weg naar nu, Blueline tv  (2017)
- Surinamers/Antillianen WOII Helen Ferdinand, Maria Noordam. Sam Jones Productions

## Galerij

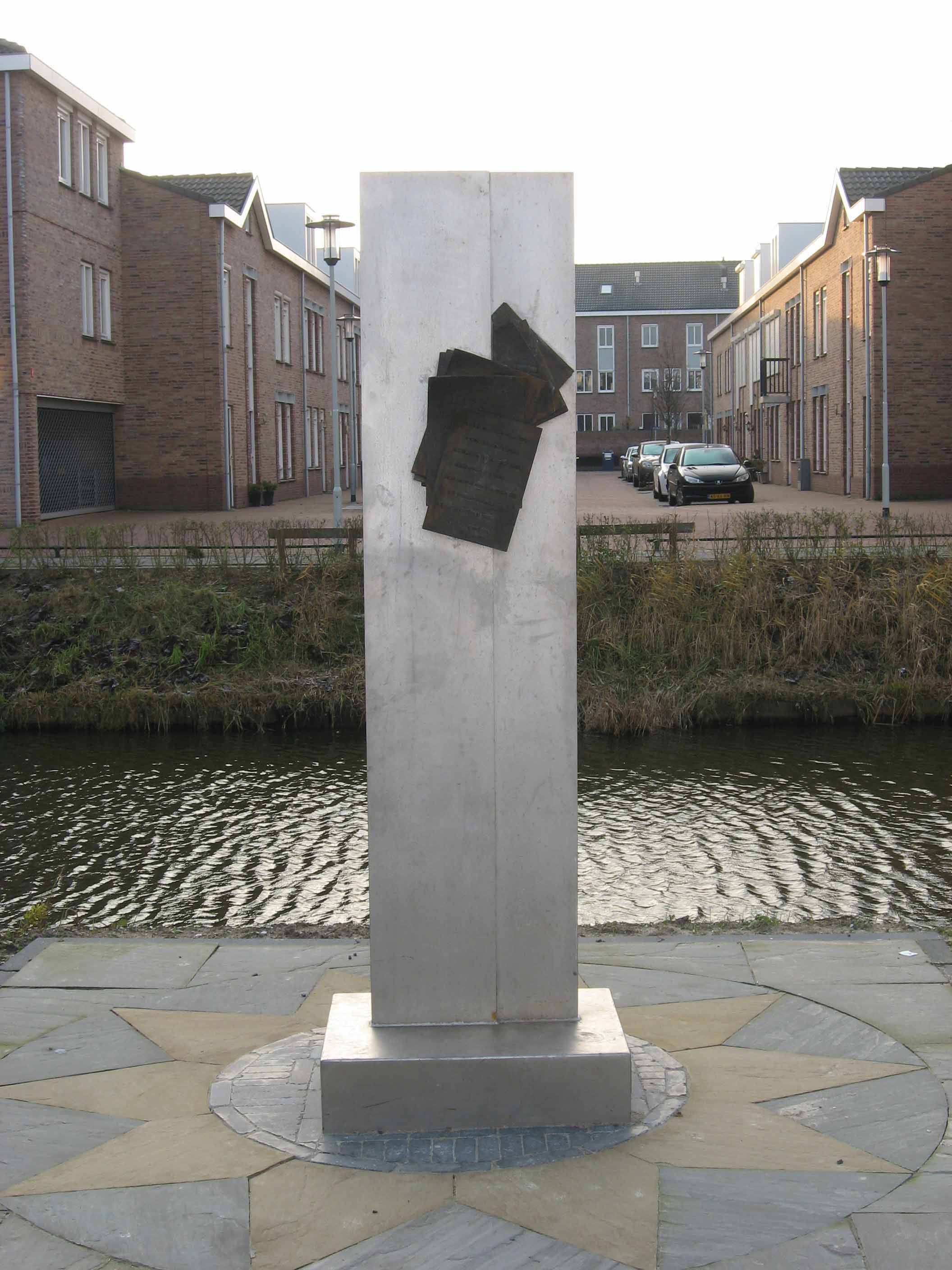
Jan Campert-monument
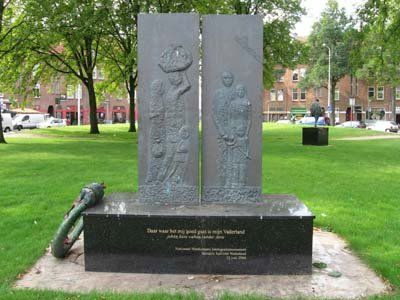
Monument Hindoestaanse immigratie
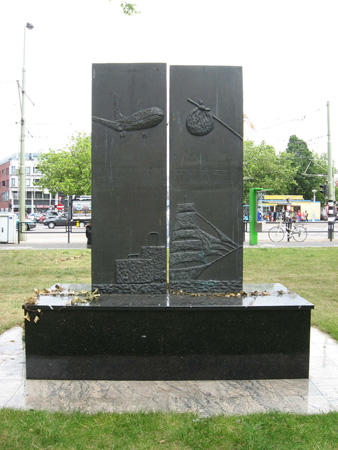
Immigratiemonument Den Haag